# 玉野翔矢
玉野 翔矢（たまのしょうや、1997年 - ）は日本の男性声優。
山口県周南市出身。

## 略歴
山口県で生まれ18歳まで山口で過ごした後、上京し、専門学校東京声優アカデミーに入学。その後、尾木プロ THE NEXTに所属。
2017年、専門学生時代にドラマCD『マーカライト・ブルー Deeper the Water flows into the Frame』にて新入生役で声優デビュー。尾木プロ THE NEXTに所属してからは、2021年、ゲーム『異世界に転生したら伝説の勇者（受）でした!?』にてジギスヴァルト役。
2021年、アニメ『魔入りました!入間くん 第2シリーズ』でウエトト役を演じた。
2023年現在、尾木プロ THE NEXTを退所し、フリー声優として活動中。

## 人物
「アクターユニット朗読男子Voice」 で、赤羽璃柘來（あかばりつき）役をつとめ、配信サイトSpoonで配信していた。
人を楽しませることが好きといっており、声の幅も広く、趣味も多い。
ダーツやスマホゲームが特に好き。

## 出演

### テレビアニメ
2020年
- キミと僕の最後の戦場、あるいは世界が始まる聖戦 (鎮圧部隊の隊員C)

2021年
- 魔入りました!入間くん (ウエトト役)

2022年
- ダンスダンスダンスール (男子生徒役)

2023年
- 伊藤潤二マニアック (小泉役、山岡役ほか)
- 異世界召喚は二度目です (ジオン役ほか)

### ドラマCD
2017年
- 「マーカライト・ブルー　the Water flows into the Frame」 新入生役

2021年
- 「憎らしい彼 美しい彼２」 香田役ほか

### ゲーム
2021年
- 「異世界に転生したら伝説の勇者(受)でした！？」 ジキスヴァルト役

### 舞台
2019年
- 「きりんじプロデュース「Project G」 牛込役

### ウェブアニメ
2020年
- 「YouTubeアニメまるとしっぽ夜のひと笑いコラボ」 泥棒役ほか

### その他
2019年
- 「フレッシュ夏フェス隊」

2020年
- 「アクターユニット朗読男子Voice」 赤羽璃柘來役

2021年
- 「カッコウケ公式YouTubeチャンネル[折りまくれBLフラグ！]」